# Benjamin Bilse
Répertoire
- Musique de la période romantique

Johann Ernst Benjamin Bilse est un maître de chapelle, directeur musical et compositeur allemand né à Liegnitz en province de Silésie, le 17 août 1816, et mort dans la même ville le 13 juillet 1902.

## Biographie

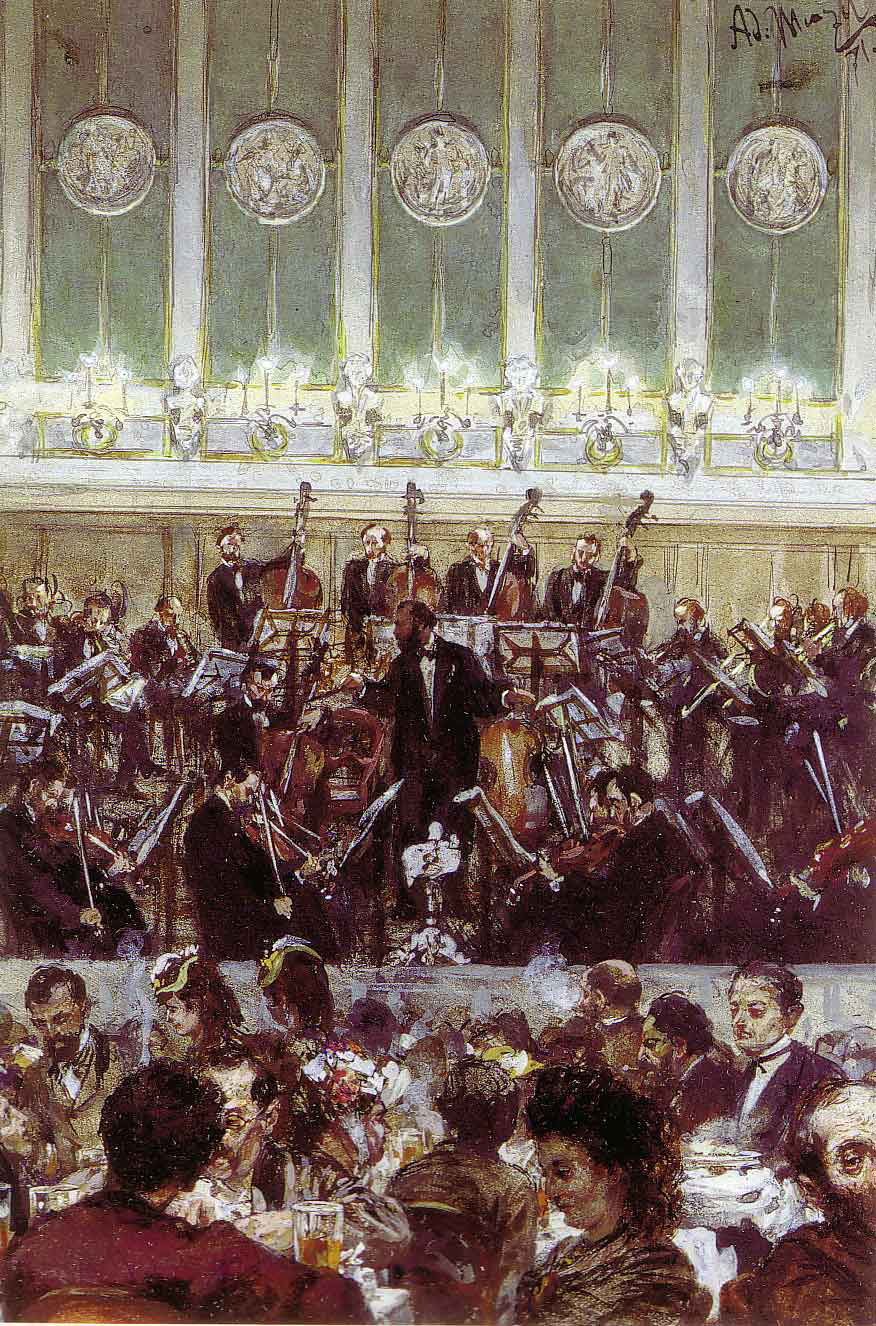
Bilsekonzert (1871), Adolph Menzel

Benjamin Bilse apprend le métier dans la Musique municipale au sein de laquelle il se forme à la pratique de tous les instruments de l'orchestre. À Vienne, il prend des leçons avec le célèbre violoniste Joseph Böhm et joue dans l'orchestre de Johann Strauss père. En 1842, il est nommé maître de chapelle de la ville de Liegnitz. En 1867 il crée l'Orchestre Bilse à la Berliner Concerthaus de la Leipziger Straße de Berlin. C'est là que sont donnés les légendaires Bilse-Konzerte (il y en aura plus de trois mille) immortalisés par Adolph Menzel dans un tableau de 1871. Des tournées de concerts entraînent les musiciens dans toute l'Europe : Saint-Pétersbourg, Riga, Varsovie, Amsterdam et Vienne et, en 1867, Paris, à l'occasion de l'Exposition universelle où Johann Strauss fils dirige la valse du Beau Danube bleu. Parmi les grands virtuoses qui composent l'orchestre on trouve notamment César Thomson en 1879 et Eugène Ysaÿe au premier violon en 1880.
En 1882, un différend avec les musiciens conduit Joachim Andersen, Ludwig von Brenner (de) et cinquante-deux autres, parmi les meilleurs, à se séparer de Bilse. Ils fondent l'Orchestre philharmonique de Berlin. Bilse ne reste pas inactif et crée immédiatement un nouvel orchestre.

## Œuvre
Benjamin Bilse a composé de nombreuses valses, polkas, quadrilles et marches dont quarante-deux ont été publiées. 